# DDR-Meisterschaften im Feldfaustball 1974
Die DDR-Meisterschaften im Feldfaustball 1974 waren die 25. Austragung der Meisterschaften im Faustball auf dem Feld in der DDR im Jahre 1974.
Auftakt der Meisterschaft war das erste Spiel Mitte Mai 1974, bei dem sich Meister Chemie Zeitz und Vizemeister ISG Hirschfelde unentschieden trennten.
Die Endrunde fand am 21. September 1974 im Zeitzer Ernst-Thälmann-Stadion statt. Die ISG Hirschfelde wurde zum 13. Mal seit 1955 DDR-Meister.
Seit dieser Saison wurde ein neuer Modus für die Finalrunden eingeführt. Entsprechend ihrer Platzierung in der Hauptrunde erhielten die vier Endrundenteilnehmer Punkte (3,2,1,0) für die Finalrunde. Es spielten ab dieser Saison alle Mannschaften in der Endrunde gegeneinander. Die Endplatzierung ergab sich aus Addition der erreichten Punkte der Endrunde und der Vorgabezähler.

## Frauen
Bei den Damen siegte im Finalturnier verdient die SG Görlitz, während Vorjahresmeister Chemie Weißwasser nicht die richtige Einstellung fand und hinter der ISG Hirschfelde nur Dritter wurde.
Abschlusstabelle nach der Hauptrunde:
| Platz | Mannschaft                 | Punkte | Siege | Remis | Niederlagen | Bälle   | Vorgabezähler |
| 1.    | SG Görlitz                 | 26:2   | 13    | –     | 1           | 494:286 | 3             |
| 2.    | Chemie Weißwasser (M)      | 24:4   | 12    | –     | 2           | 389:296 | 2             |
| 3.    | ISG Hirschfelde            | 15:13  | 7     | 1     | 6           | 374:356 | 1             |
| 4.    | Lokomotive Schwerin        | 14:14  | 7     | –     | 7           | 382:346 | 0             |
| 5.    | TSG Berlin-Oberschöneweide | 13:15  | 6     | 1     | 7           | 319:333 | –             |
| 6.    | Pentacon Dresden           | 9:19   | 4     | 1     | 9           | 292:393 | –             |
| 7.    | Lokomotive Schleife (N)    | 8:20   | 4     | –     | 10          | 287:402 | –             |
| 8.    | Aktivist Staßfurt (N)      | 3:25   | 1     | 1     | 12          | 281:406 | –             |

Abstieg: Absteiger waren nach nur einer Saison die Neulinge Aktivist Staßfurt und Lok Schleife.

Aufstieg: Für die Faustball-Oberliga 1975 qualifizierten sich Empor Barby und Aktivist Bischofferode. Statt Aktivist Bischofferode nahm Rotation Berlin den Aufstieg wahr.
Aufstiegsrunde:
| Platz | Mannschaft             | Punkte | Siege. | Remis | Niederlagen | Bälle       |
| 1.    | Empor Barby            | 5:3    | 2      | 1     | 1           | 133:115 +18 |
| 2.    | Aktivist Bischofferode | 4:4    | 2      | –     | 2           | 119:117 0+2 |
| 3.    | Rotation Berlin        | 4:4    | 2      | –     | 2           | 113:119 0-6 |
| 4.    | SG Heidenau            | 4:4    | 2      | –     | 2           | 101:116 −15 |
| 5.    | Traktor Seebergen      | 3:5    | 1      | –     | 4           | 109:108 0+1 |

Finalturnier:
| SG Görlitz        | – | ISG Hirschfelde   | 29:24 (16:14) |
| Chemie Weißwasser | – | Lok Schwerin      | 23:21 (14:10) |
| SG Görlitz        | – | Chemie Weißwasser | 35:21 (23:11) |
| ISG Hirschfelde   | – | Lok Schwerin      | 26:24 (10:13) |
| SG Görlitz        | – | Lok Schwerin      | 23:22 (13:9)  |
| ISG Hirschfelde   | – | Chemie Weißwasser | 23:16 (13:8)  |

Abschlusstabelle:
| Platz | Mannschaft        | Punkte | Vorgabezähler | Gesamt | Bälle |
| ----- | ----------------- | ------ | ------------- | ------ | ----- |
| 1.    | SG Görlitz        | 6:0    | 3             | 9:0    | 87:67 |
| 2.    | ISG Hirschfelde   | 4:2    | 1             | 5:2    | 73:69 |
| 3.    | Chemie Weißwasser | 2:4    | 2             | 4:4    | 60:79 |
| 4.    | Lok Schwerin      | 0:6    | 0             | 0:6    | 67:72 |

Die Vorgabezähler hatten keinen Einfluss auf den Abschlussstand.
Kader der Mannschaften:
|    | SpG Görlitz: Ursula Bärsch, Karin Richter, Margitta Menzel; Gisela Götze, Angelika Knospe; Uschi Richter Übungsleiter: Kurt Boeßert                   |
|    | ISG Hirschfelde: Ute Pfitzner, Hannelore Vietze, Monika Bartsch; Ursula Aust, Sonja Rathmann, Isa Reinhold Übungsleiter: Claus Pfitzner               |
|    | BSG Chemie Weißwasser: Gisela Bursch, Ursula Knötschke, Christa Wiedemann; Ingrid Klei, Waltraud Steide; Gudrun Thomas Übungsleiter: Walter Wiedemann |
| 4. | Lokomotive Schwerin: Brunhilde Ramlow, Monika Esemann, Heike Rohr; Brigitte Lux, Edith Geßner; Bärbel Weise Übungsleiter: Horst Stammann              |

## Männer
Abschlusstabelle nach der Hauptrunde:
| Platz | Mannschaft           | Punkte | Siege | Remis | Niederlagen | Bälle       | Vorgabezähler |
| 1.    | ISG Hirschfelde      | 37:3   | 18    | 1     | 1           | 719:445     | 3             |
| 2.    | SG Görlitz (N)       | 35:5   | 17    | 1     | 2           | 675:530     | 2             |
| 3.    | Chemie Zeitz (M)     | 34:6   | 16    | 2     | 2           | 696:463     | 1             |
| 4.    | Lok Dresden          | 22:18  | 11    | –     | 9           | 620:560     | 0             |
| 5.    | Einheit Halle        | 19:21  | 9     | 1     | 10          | 542:584     | –             |
| 6.    | Motor Schleusingen   | 18:22  | 9     | –     | 11          | 482:539     | –             |
| 7.    | Fortschritt Glauchau | 16:24  | 8     | –     | 12          | 560:591 −31 | –             |
| 8.    | Lok Wittstock        | 16:24  | 7     | 2     | 11          | 550:627 −77 | –             |
| 9.    | Medizin Erfurt (N)   | 09:31  | 4     | 1     | 5           | 509:608     | –             |
| 10.   | Aktivist Freienhufen | 08:32  | 4     | –     | 16          | 503:699     | –             |
| 11.   | Rotation Dresden     | 06:34  | 3     | –     | 17          | 499:709     | –             |

Der letztjährige Oberligaabsteiger Plasttechnik Greiz (früher Motor Greiz) und erstmals Fortschritt Ostritz stiegen zur Oberliga 1975 auf.
Aufstiegsrunde:
| Platz | Mannschaft             | Punkte | Siege. | Remis | Niederlagen | Bälle   |
| 1.    | Plasttechnik Greiz (A) | 10:0   | 5      | –     | –           | 178:128 |
| 2.    | Fortschritt Ostritz    | 8:2    | 4      | –     | 1           | 166:141 |
| 3.    | Motor Zwickau-Süd      | 6:4    | 3      | –     | 2           | 181:170 |
| 4.    | Empor Tangermünde      | 4:6    | 2      | –     | 3           | 150:170 |
| 5.    | Fortschritt Eppendorf  | 2:8    | 1      | –     | 4           | 157:166 |
| 6.    | Empor Barby            | 0:10   | –      | –     | 5           | 135:192 |

Finalturnier:
Großartiger Höhepunkt bei den Herren war zweifellos das Aufeinandertreffen der jahrelangen Kontrahenten Chemie Zeitz und ISG Hirschfelde, wobei die Ostsachsen ihren enormen Kampfgeist belohnt sahen und dem Vorjahresmeister nach einem 16:25-Rückstand Sekunden vor dem Abpfiff mit dem Ausgleich (25:25) den Weg zur erfolgreichen Titelverteidigung verlegten.
| ISG Hirschfelde | – | Chemie Zeitz | 25:25 (11:18) |
| SG Görlitz      | – | Lok Dresden  | 28:23 (10:12) |
| ISG Hirschfelde | – | SG Görlitz   | 38:20 (21:6)  |
| Chemie Zeitz    | – | Lok Dresden  | 41:20 (22:9)  |
| ISG Hirschfelde | – | Lok Dresden  | 28:24 (12:15) |
| Chemie Zeitz    | – | SG Görlitz   | 34:20 (18:6)  |

Abschlusstabelle:
| Platz | Mannschaft      | Punkte | Vorgabezähler | Gesamt | Bälle        |
| ----- | --------------- | ------ | ------------- | ------ | ------------ |
| 1.    | ISG Hirschfelde | 5:1    | 3             | 8:1    | 91:69 (+22)  |
| 2.    | Chemie Zeitz    | 5:1    | 1             | 6:1    | 100:65 (+35) |
| 3.    | SG Görlitz (N)  | 2:4    | 2             | 4:4    | 68:95        |
| 4.    | Lok Dresden     | 0:6    | 0             | 0:6    | 67:97        |

Durch die Vorgabezähler, vergeben entsprechend der Platzierung nach der Hauptrunde, errang die ISG Hirschfelde bei gleicher Punktzahl mit der BSG Chemie Zeitz trotz schlechterer Tordifferenz den ersten Platz.
Kader der Mannschaften:
|    | ISG Hirschfelde: Rainer Ebermann, Herbert Steudte, Karl-Heinz Pursche; Manfred Aust, Roland Posselt; Claus Pfitzner Übungsleiter: Horst Steudte     |
|    | Chemie Zeitz: Wolfgang Ehrlich, Eberhard Gasse, Gunther Knauer; Gerhard Beer, Manfred Meyer; Rudolf Beck Übungsleiter: –                            |
|    | SG Görlitz: Wolfgang Brüchner, Klaus Schmidt, Wolfgang Lamprecht; Harry Schenk, Peter Meyer; Lothar Wulle Übungsleiter: Klaus Michel                |
| 4. | Lokomotive Dresden: Udo Scheithauer, Dieter Bernard, Gunter Bernard; Manfred Haase, Volker Kretzschmar; Gunter Vejrazka Übungsleiter: Werner Franke |

## Anmerkung
1. 1 2 3 4  Vorgabezähler: Erstmals wurde eine neue Regelung eingeführt, die der Hauptrunde im Vergleich zum Finalturnier etwas mehr Gewicht verlieh. Gemäß ihrer Platzierung in der Hauptrunde erhielten die qualifizierten Mannschaften Punkte für die Endrunde. Der Erste erhielt dabei drei Punkte, der Zweitplatzierte zwei, der Dritte noch einen.